# HR 8799
HR 8799 è una stella bianca visibile nella costellazione di Pegaso, situata ad una distanza di 129 anni luce (39 parsec) dal sistema solare.
Si tratta di una stella di sequenza principale molto giovane, di dimensioni appena superiori a quelle del Sole e variabile del tipo γ Doradus; appartiene anche alla tipologia stellare λ Bootis, che comprende stelle caratterizzate da una metallicità molto bassa. È inoltre classificata come stella di tipo Vega, in quanto caratterizzata da un eccesso di radiazione infrarossa dovuto alla presenza in orbita di un disco di detriti circumstellare. HR 8799 è l'unica stella conosciuta ad essere contemporaneamente una variabile γ Doradus, una stella λ Bootis e una stella di tipo Vega.
Sebbene la metallicità della stella sia piuttosto bassa, attorno ad essa orbita un sistema planetario che contiene una cintura asteroidale ed almeno quattro pianeti massicci, i quali, assieme a Fomalhaut b, sono stati i primi il cui moto orbitale è stato confermato dall'osservazione diretta. Secondo uno studio effettuato col telescopio Keck, i 4 pianeti potrebbero essere in risonanza tra loro

## Osservazione

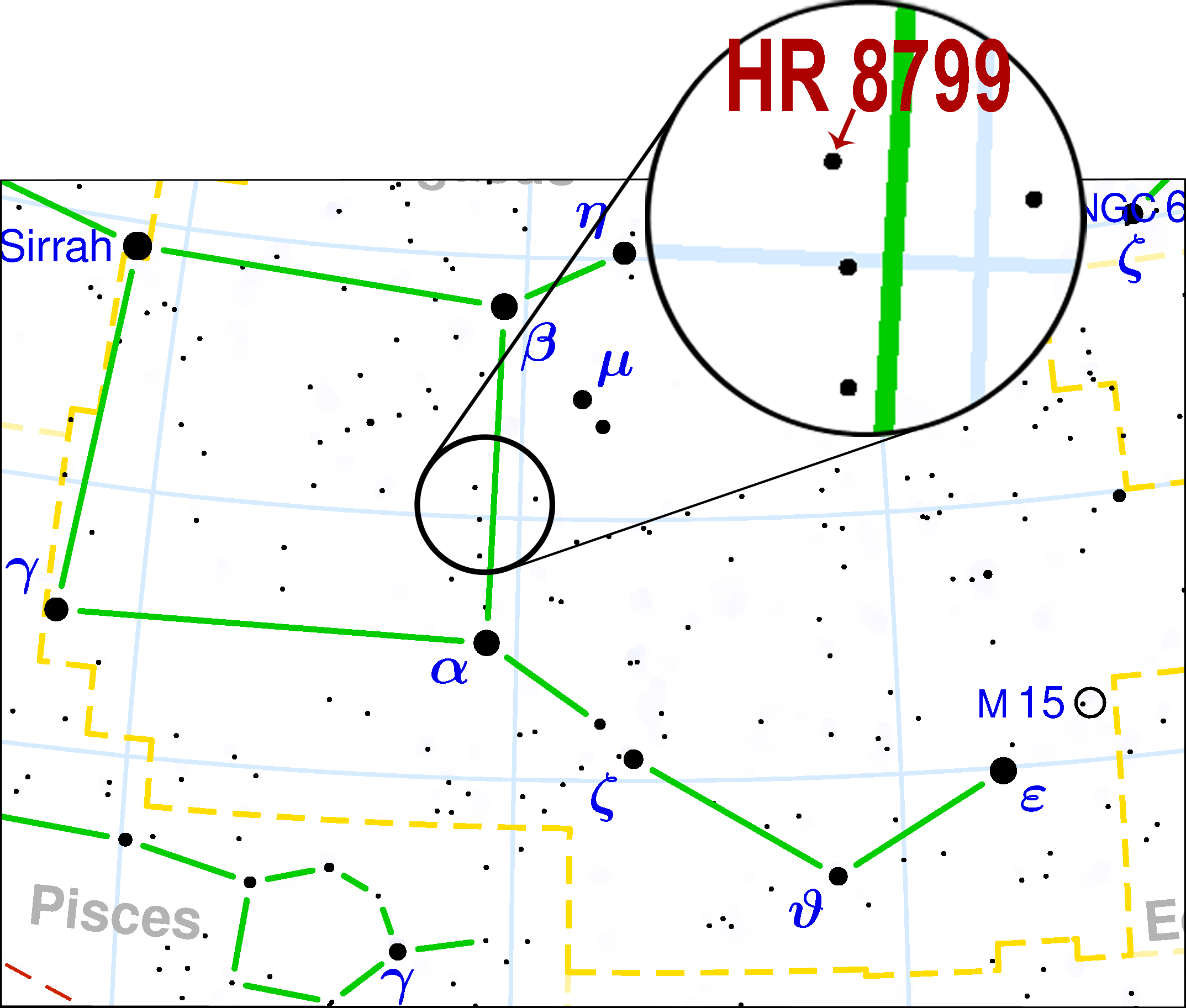
La posizione della stella nella costellazione; il punto a destra della linea verde è 51 Pegasi.

HR 8799 si individua con una discreta facilità all'interno della costellazione di Pegaso, nonostante la sua magnitudine apparente di 5,964 la ponga quasi al limite della visibilità ad occhio nudo: si trova infatti sulla linea che congiunge le due stelle brillanti Markab (α Pegasi) e Scheat (β Pegasi), vertici dell'asterismo del Quadrato di Pegaso, quasi a metà strada tra le due. Appare ad occhio nudo o con un binocolo come una stellina anonima di colore biancastro o bianco-azzurro. Per una strana coincidenza, HR 8799 si trova a breve distanza apparente, nella costellazione, da 51 Pegasi, la prima stella simile al Sole attorno alla quale è stato confermato un pianeta extrasolare (51 Peg b).
La stella si trova nell'emisfero boreale celeste, ed è pertanto osservabile con più facilità dall'emisfero nord; tuttavia, si trova sufficientemente vicina all'equatore celeste da poter essere scorta da tutte le aree popolate della Terra. I mesi ideali per la sua osservazione nel cielo serale vanno da luglio a gennaio, dall'emisfero boreale, e da agosto a dicembre dalle latitudini medie australi.

## Caratteristiche fisiche
HR 8799 è una stella bianca appartenente alla sequenza principale. Sebbene sia al limite della visibilità ad occhio nudo, la sua distanza dal sistema solare, quantificata grazie al metodo della parallasse in 129 anni luce (39 parsec), fa sì che la magnitudine assoluta della stella sia pari a circa 3, il che la rende dunque circa 4,9 volte più luminosa del Sole. Conoscendo la luminosità della stella e il suo raggio, misurato tramite rilievi interferometrici in 1,4 R☉, è stato possibile determinarne la massa, pari a 1,5 volte quella del Sole. Data la massa, gli astrofisici, sulla base dei modelli dell'evoluzione stellare, ritengono che la stella permarrà sulla sequenza principale ancora per 2,8 miliardi di anni, prima di espandersi in gigante rossa.
L'analisi astrosismologica della velocità di rotazione della stella restituiscono un'inclinazione dell'asse uguale o superiore a 40°, mentre il piano delle orbite dei pianeti presenta un'inclinazione differente, 20° ± 10°. La ragione di tale differenza di inclinazione è ancora sconosciuta. Le osservazioni condotte tramite il telescopio spaziale Chandra indicano bassi livelli di attività magnetica, anche se l'attività nella banda dei raggi X è superiore a quella delle normali stelle di classe A; per tale ragione si è ipotizzato che la stella presenti una struttura più simile a quella di una stella di classe F0, con una temperatura della corona di circa 3,0 milioni di K.
HR 8799 è anche una stella variabile, appartenente al tipo γ Doradus, la cui luminosità varia a causa di pulsazioni non radiali della sua superficie che intercorrono ad intervalli irregolari, compresi tra 0,505 e 0,579 giorni.

### Peculiarità spettrali e metallicità

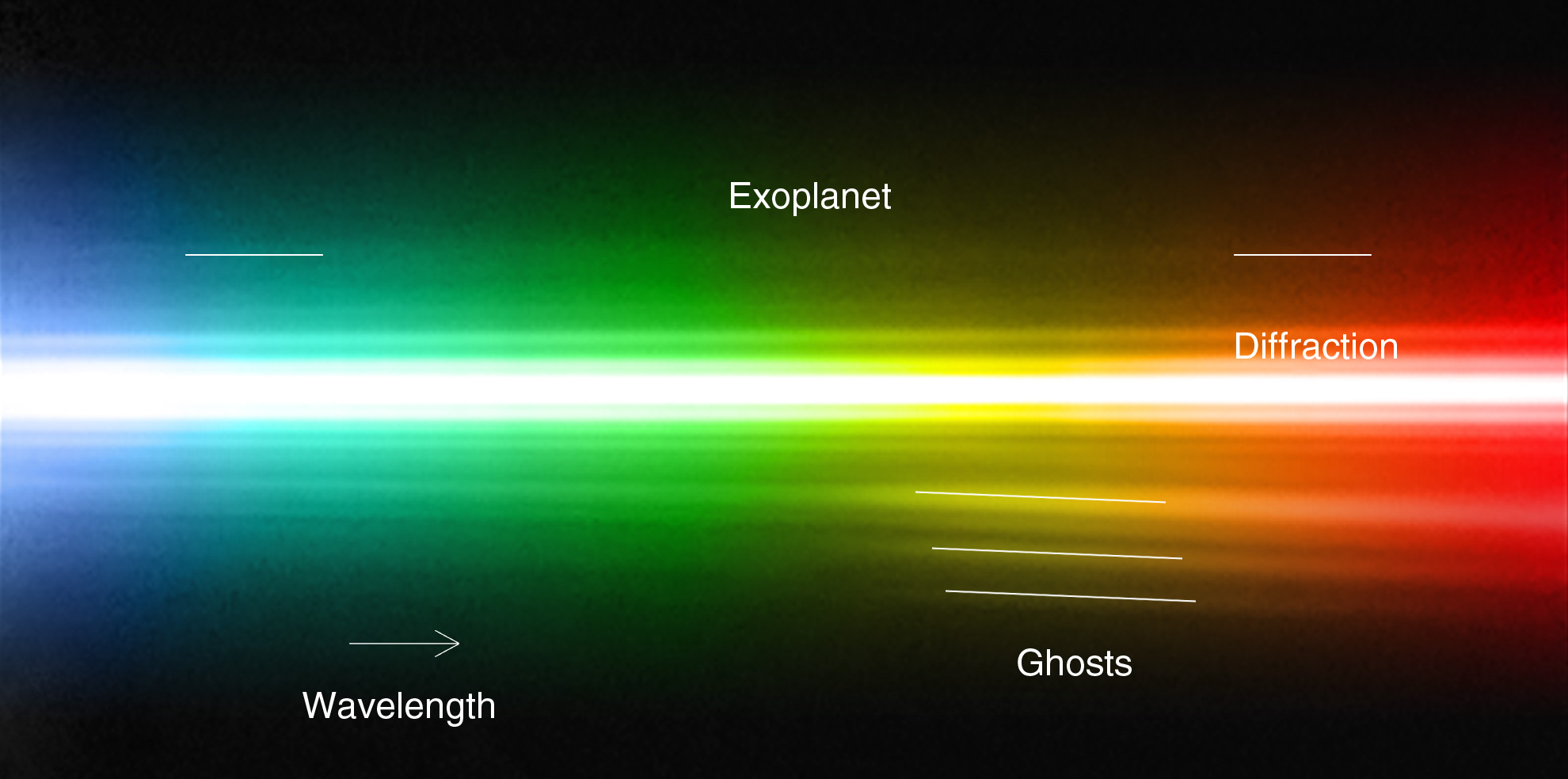
Lo spettro della stella filtrato dal pianeta HR 8799 c; l'immagine è stata ottenuta mediante le ottiche adattive NACO montate sul Very Large Telescope.

HR 8799 fa parte della classe di stelle peculiari denominate λ Boötis, caratterizzate da una metallicità molto bassa; pertanto, il tipo spettrale risulta molto complesso. L'aspetto delle linee di emissione HI e la sua temperatura superficiale, misurata in 7250 kelvin, rispecchiano meglio lo spettro di una stella di classe F0 V; tuttavia, la particolare intensità delle linee K del calcio ionizzato (Ca II) e le linee di altri metalli rendono lo spettro più simile a quello di una stella di classe A5V. Per questi motivi, lo spettro della stella è trascritto come kA5 hF0 mA5 V; λ Boo.
Un'analisi dettagliata dello spettro della stella rivela quantità di carbonio ed ossigeno lievemente superiori in confronto a quelle del Sole rispettivamente del 30% e del 10%. Mentre alcune stelle di tipo λ Boötis possiedono un'abbondanza di zolfo simile a quella del Sole, HR 8799 ne ha solamente il 35% circa; la stella ha inoltre bassissime quantità di elementi più pesanti del sodio: ad esempio, la quantità di ferro è appena il 28% di quella del Sole. Lo studio astrosismologico di diverse stelle λ Boötis pulsanti suggerisce che le peculiari caratteristiche di tali stelle siano circoscritte solamente alle zone più superficiali: è probabile che il resto della stella abbia una composizione chimica più "normale". Tali caratteristiche hanno indotto gli astronomi a ritenere che le abbondanze degli elementi osservate sarebbero il risultato dell'iniziale accrescimento della protostella a partire da una nube molecolare povera in metalli.

### Età
La determinazione dell'età della stella varia in relazione ai metodi di datazione utilizzati. Considerando dati statistici, la luminosità di una stella circondata da un disco di detriti restituirebbe una stima di 20–150 milioni di anni; il confronto invece con stelle dotate di simili moti spaziali restituisce un range di età di 30–160 milioni di anni. Utilizzando invece un diagramma Hertzsprung-Russell che metta a confronto la temperatura con la luminosità, il range risulta ben più ampio, tra 30 e 1.128 milioni di anni. Le stelle di tipo λ Boötis come HR 8799 sono generalmente stelle giovani, con un'età media prossima al miliardo di anni, come suggerito dall'indagine astrosismologica. Tuttavia un simile valore sarebbe inattendibile per via del fatto che i presunti pianeti verrebbero considerati delle nane brune in ossequio ai modelli termici; inoltre, le nane brune non avrebbero orbite stabili in una simile configurazione.
Altre stime, condotte sulla base dell'alta luminosità delle polveri residue, convergono su valori di 50–60 milioni di anni. Il valore maggiormente accettato è tuttavia prossimo a 30 milioni di anni, che è coerente con la probabile appartenenza della stella all'associazione della Colomba.

## Sistema planetario

Movimento dei pianeti durante 7 anni, con immagini sovrapposte riprese dal telescopio Keck: in alto a sinistra il pianeta b, in alto a destra c, a destra al centro e, a destra in basso d.

Attorno ad HR 8799 orbita un sistema planetario, costituito da almeno quattro pianeti (denominati, in ordine di distanza dalla stella, e, d, c e b) ed una cintura asteroidale.

### Scoperta
Il 13 novembre 2008 è stato dato l'annuncio ufficiale della scoperta di tre pianeti in orbita attorno alla stella; tutti e tre sono stati ripresi dai telescopi Keck e Gemini mediante l'utilizzo di ottiche adattive per condurre osservazioni nell'infrarosso. Se le masse ipotizzate si rivelassero corrette, il sistema di HR 8799 sarebbe il primo sistema planetario multiplo ad essere stato scoperto mediante l'osservazione diretta: il loro moto orbitale è stato infatti confermato tramite osservazioni multiple condotte sin dal 2004.
Nel 2009 si è tuttavia scoperto che il telescopio spaziale Hubble aveva già ripreso il pianeta b undici anni prima, nel 1998 (immagine al lato), suggerendo dunque che numerosi altri esopianeti potrebbero essere individuati semplicemente analizzando gli archivi fotografici del telescopio; i risultati di una successiva analisi, pubblicati nel 2011, hanno mostrato che in realtà anche i pianeti c e d erano stati ripresi nelle immagini del 1998.
Nel novembre 2010 è stata annunciata la scoperta, tramite l'osservazione diretta, di un quarto pianeta, denominato HR 8799 e, più interno rispetto agli altri pianeti scoperti. Il pianeta è stato scoperto dai telescopi Keck mediante osservazioni nelle bande K e L dell'infrarosso.
Nel 2016, dopo osservazioni compiute con il radiointerferometro ALMA, alcuni astronomi hanno suggerito la presenza di un quinto pianeta nel sistema.

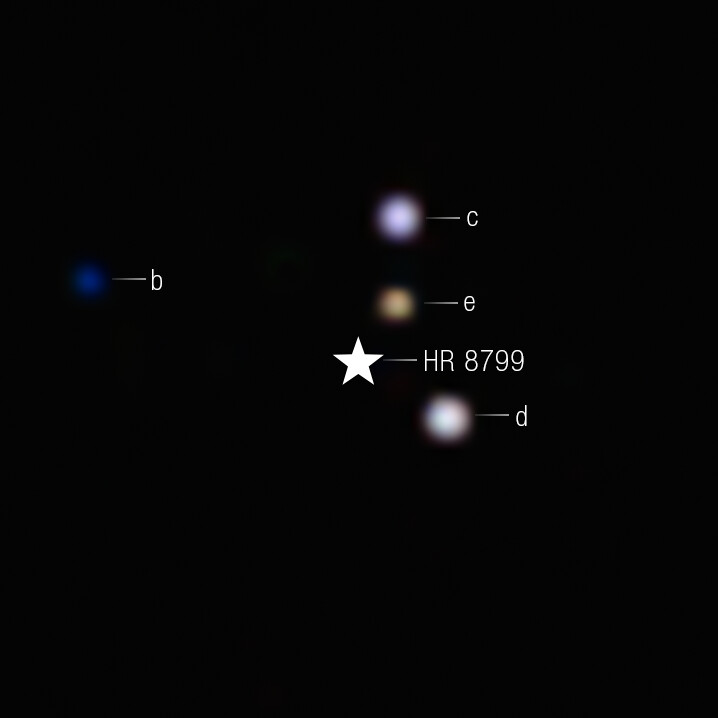
I pianeti di HR 8799 ripresi dal telescopio spaziale James Webb. La luce della stella è bloccata da un coronografo.

### Caratteristiche
I raggi delle orbite dei pianeti "d", "c" e "b" sono da 2 a 2,5 volte quelli Saturno, Urano e Nettuno rispettivamente. Per via della legge dell'inverso del quadrato, che determina l'intensità della radiazione elettromagnetica ad una determinata distanza dalla sorgente che l'ha emessa, la temperatura nella regione dei pianeti scoperti sarebbe simile a quella presente nelle vicinanze di Urano e Nettuno, sebbene le distanze dei pianeti scoperti da HR 8799 siano {\displaystyle \scriptstyle {\sqrt {4,9}}} = 2,2 volte le distanze di Urano e Nettuno dal Sole.
L'articolo pubblicato dagli scopritori suggerisce che le orbite siano circolari ed osservate quasi frontalmente al loro piano, dal momento che la direzione del moto orbitale dei pianeti è antioraria, e che le masse dei pianeti abbiano valori compresi tra 5 e 13 masse gioviane (MJ). Tuttavia le simulazioni dinamiche condotte al calcolatore mostrano che solo per determinati valori della massa (stimati per i pianeti b, c e d rispettivamente in 5, 7 e 7 MJ) il sistema risulta essere stabile, dal momento che valori superiori renderebbero il sistema instabile lungo scale temporali inferiori all'età della stella. Simili valori di massa collocano comunque questi pianeti quasi al limite tra pianeta di grande massa e nana bruna.
La simulazione mostra inoltre che la stabilità conferita al sistema da masse non superiori a 7 MJ si riflette anche in una probabile risonanza 1:2:4 (come i tre più interni satelliti medicei: Io, Europa e Ganimede), il che implica che l'orbita del pianeta più interno abbia un'eccentricità di 0,04 ed un'inclinazione di almeno 20–30°. Se queste ipotesi trovassero un riscontro osservativo, il sistema di HR 8799 sarebbe il primo caratterizzato da una risonanza multipla.

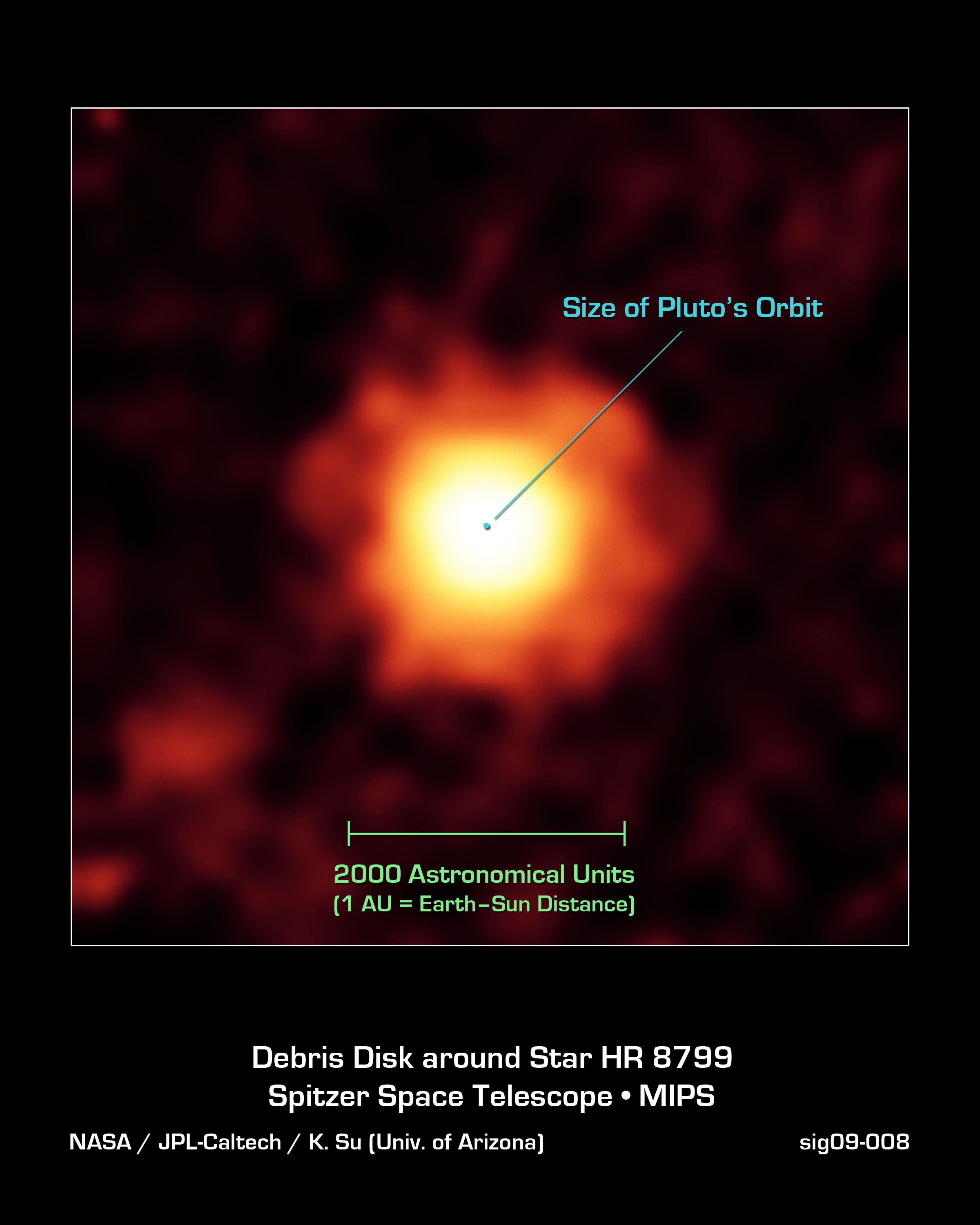
Immagine infrarossa ripresa dal telescopio Spitzer del disco di HR 8799. Il puntino al centro indica le dimensioni dell'orbita di Plutone. Le porzioni brillanti, di colore giallo-biancastro, rappresentano le porzioni più esterne del disco di polveri fredde.

Le interazioni che i pianeti instaurano con la cintura asteroidale esterna sembrano indicare che i pianeti non si trovino ancora nelle loro orbite definitive, ma che anzi stiano ancora attraversando una fase di migrazione orbitale. È inoltre probabile che nelle parti più interne del sistema possano essere già presenti o siano ancora in via di formazione dei pianeti rocciosi.
Gli oggetti sono più deboli di 2-3 magnitudini rispetto alle nane brune di colore paragonabile; una simile scarsa luminosità è caratteristica di oggetti substellari giovani in fase di transizione dalla classe L alla classe T, probabilmente dovuta a un contenuto alto di polveri e ad uno squilibrio della chimica del CO/CH4 nelle loro atmosfere. Osservazioni spettroscopiche ad alto contrasto effettuate nel 2025 hanno evidenziato la presenza di anidride carbonica nelle atmosfere di tutti i pianeti del sistema.

### Cinture asteroidali
Intorno ad HR 8799 orbita una delle più massicce cinture asteroidali conosciute, simile per caratteristiche alla cintura di Kuiper del sistema solare, il che le è valso l'appellativo di cintura di Kuiper di HR 9799. Nel gennaio del 2009 il telescopio spaziale Spitzer è riuscito ad ottenere delle immagini di questo disco, che hanno permesso di individuarne tre componenti distinte:
- un disco interno di polveri "calde" (T ~ 150 K), che orbita circa 10 UA più internamente rispetto al pianeta d;[21]
- un ampio disco esterno di polveri fredde (T ~ 45 K), con un bordo interno molto netto che ricade a circa 100 UA dalla stella, appena più in là del pianeta più esterno, da cui è probabilmente confinato;[21]
- un alone di polveri finissime che si origina dalle polveri fredde e si estende per circa 2000 UA.

La massa complessiva delle polveri nel disco interno ed esterno è stimata, rispettivamente, sulle ≈1 × 10−5 e 4 × 10−2 masse terrestri. L'alone presenta caratteristiche insolite, che implicano la presenza di intense dinamiche interne dovute molto probabilmente all'influenza gravitazionale dei pianeti. Tali dinamiche sarebbero responsabili di plurime collisioni tra i corpi che costituiscono questa cintura, molto simili a quelle che coinvolgono gli oggetti della fascia di Kuiper del sistema solare.

Schema delle orbite del sistema.

### Prospetto del sistema
Segue un prospetto sulle caratteristiche delle componenti del sistema planetario.
| Pianeta             | Massa      | Raggio  | Periodo orb. | Sem. maggiore | Eccentricità | Scoperta |
| ------------------- | ---------- | ------- | ------------ | ------------- | ------------ | -------- |
| Cintura asteroidale | —          |         | —            | 15±5 UA       |              |          |
| e                   | 7,4±0,6 MJ | 1,17 rJ | 49,3 anni    | 16,25 UA      | 0,1445       | 2009     |
| d                   | 9,1±0,2 MJ | 1,2 rJ  | 112,5 anni   | 26,67 UA      | 0,1134       | 2008     |
| c                   | 7,8±0,5 MJ | 1,3 rJ  | 225 anni     | 41,39 UA      | 0,0519       | 2008     |
| b                   | 5,7±0,4 MJ | 1,2 rJ  | ~ 450 anni   | 71,6 UA       | 0,016        | 2008     |
| Cintura asteroidale | —          |         | —            | 104 - 360 UA  |              |          |